# Paratylenchus curvitatus
Paratylenchus curvitatus is een rondwormensoort, de plaatsing in een familie is onzeker. De wetenschappelijke naam van de soort is voor het eerst geldig gepubliceerd in 1938 door Van der Linde.